# Sly and Robbie
 (septembre 2015).
Sly and Robbie est un duo musical jamaïcain, composé de Sly Dunbar, batteur et Robbie Shakespeare, bassiste. Ils commencent à travailler ensemble dans le milieu des années 1970, après avoir établi séparément leur succès sur la scène musicale jamaïcaine. Ils sont humoristiquement appelés Sly Drumbar and Robbie Basspeare (drum signifiant batterie en anglais).
En plus d'être l'une des sections rythmiques les plus renommées, ils forment également un couple de producteurs très prolifique avec leur label Taxi Records. Ils sont peut-être les artistes les plus productifs de l'île. On estime qu'ils ont joué ou produit près de 200 000 chansons, considérant que certains de leurs riddims comme Revolution ont été utilisés sur plus de cent chansons.

## Biographie

### Sly Dunbar

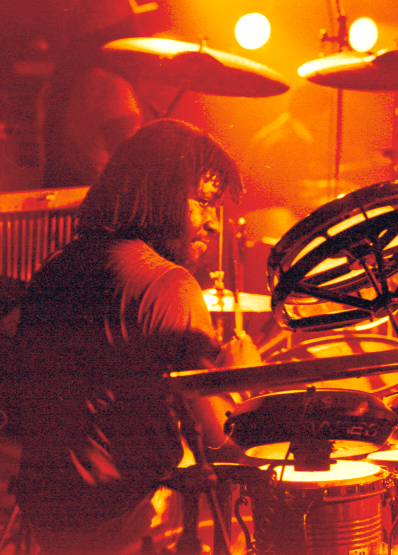
Sly Dunbar en 1979.

Lowell Dunbar, dit Sly Dunbar est né le 10 mai 1952  à Kingston.
Sly Dunbar commença à jouer dans un groupe appelé The Yardbrooms à l’âge de 15 ans. Sa première apparition sur un enregistrement fut sur Double Barrel, l’album de Dave et Ansel Collins. Il rejoint un groupe qu’Ansel Collins nomma Skin, Flesh and Bones.
En parlant de ses influences, Sly Dunbar explique « Mon mentor était le batteur pour The Skatalites, Lloyd Knibb. Et j’écoutais beaucoup le batteur de Booker T. and the M.G.'s, Al Jackson, Jr., et beaucoup de Philadelphie aussi. Et il y a d’autres batteurs en Jamaïque, comme Santa et Carly de The Wailers Band, Winston Bennett, Paul Douglas, Mikey Boo. Je respecte tous ces batteurs et j’ai beaucoup appris d’eux. C’est en les écoutant que j’ai créé mon propre style. Ils ont joué certaines choses que j’ai copié et d’autres que j’ai recréées. »
Il a joué pour The Aggrovators (1970); The Upsetters (1970), Serge Gainsbourg (1979 et 1981). Enregistré pour Barry O'Hare dans les années 1990. Et dernièrement pour Bitty McLean.
Comme membre de Word, Sound and Power, il accompagne Peter Tosh sur ses albums Bush Doctor, Mystic Man et Wanted Dread and Alive ainsi qu'en tournée de 1978 à 1981.
Sly Dunbar a étoffé le début de sa carrière musicale par des collaborations sur plusieurs hits reggae jamaïcain. Il apportera au studio Channel One cet aspect innovant grâce à ses innovations rythmiques sur les batteries reggae. Lowell Dunbar possède déjà une forte réputation avant de se joindre à Robbie Shakespeare, notamment avec le Skin, Flesh and Bones Band ou The Aggrovators.

### Robbie Shakespeare

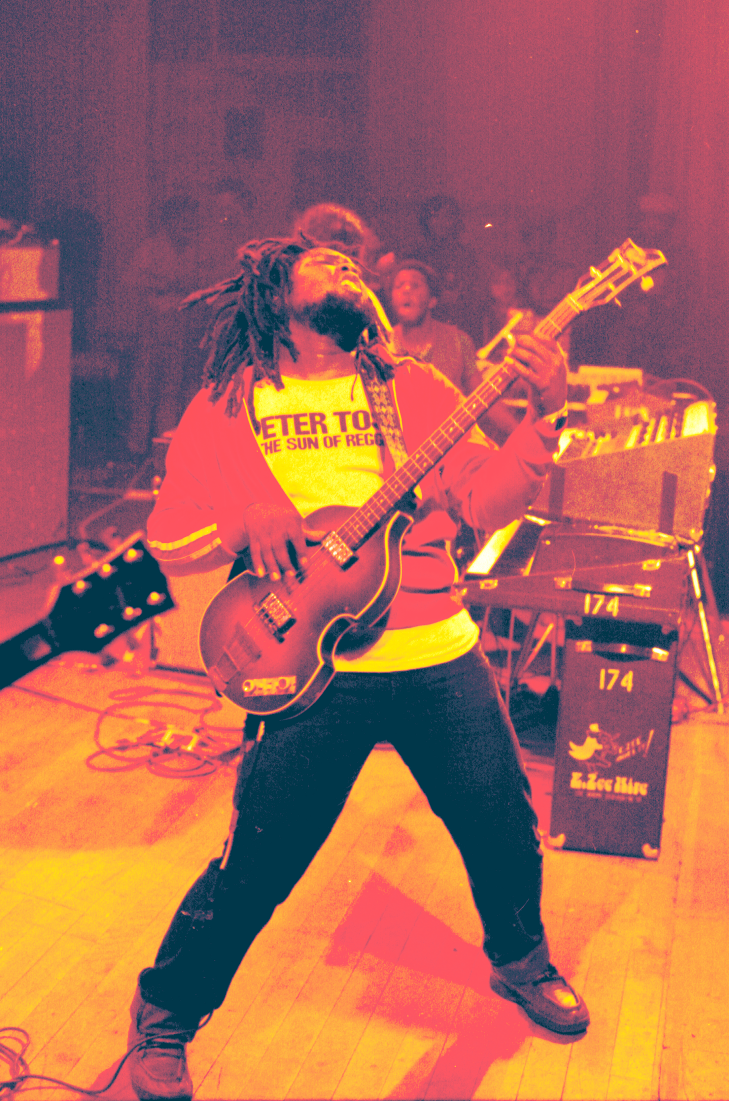
Robbie Shakespeare en 1978.

Robert Shakespeare, dit Robbie Shakespeare est né le 27 septembre 1953 à Kingston (Jamaïque) et mort le 8 décembre 2021  à Miami d'un arrêt cardiaque alors qu'il était hospitalisé en vue d'une opération aux reins.

Au début des années 1970 et de sa carrière musicale, Robbie Shakespeare joue dans divers clubs de Kingston sous le nom de Evil People. Il est ensuite engagé par le producteur Bunny Lee comme membre du backing-band The Aggrovators.
La fréquentation des studios va permettre la rencontre avec Sly Dunbar avec qui Robbie jouera pour la première fois en 1975 au sein du groupe The Revolutionaries.
Avec cette formation, tous deux vont être à l'origine dès 1976 des rythmiques dites « rockers » qui influenceront grandement le reggae par la suite. Ce travail témoigne avant tout d'une grande complicité entre les deux hommes et d'une passion commune pour la musique (fans des productions de la Motown, fins connaisseurs de la musique country, admirateurs du reggae en général).
Dès lors il ne sera plus question que du duo Sly and Robbie, couple basse + batterie aux innovations musicales multiples, comptant un nombre incroyable de collaborations dans plusieurs genres musicaux différents et dont l'activité n'a pas cessé depuis plus de 30 ans.

### Sly and Robbie
Les deux jeunes « rude boys » du même âge se croisaient dans les clubs et autres sound systems de Kingston. Ils partageaient la même histoire, la même idée de la musique, fortement marqués par les légendaires sons de la Motown et de Studio One ou Treasure Isle. Les producteurs et frères Ho Kim les firent jouer pour la première fois ensemble en 1975 avec The Revolutionaries, backing band du tout nouveau label Channel One.
En 1976, ils jouent sur l'album Two Seven Clash de Culture, accompagnent U Roy pour sa tournée anglaise. Puis c'est Peter Tosh qui les embauche et ensuite les ex Wailers, Bunny Wailer, Max Romeo, Prince Far I, The Mighty Diamonds, Gregory Isaacs, Prince Jammy, Dennis Brown, ou encore The Abyssinians.
Moteurs de Black Uhuru, ils accèdent à la renommée mondiale avec le succès du groupe, un Grammy Awards, et une tournée en première partie des Rolling Stones.
En 1979, Serge Gainsbourg les contacte pour produire son premier album reggae Aux armes et cætera. Expérience étrange pour tous, mais qui se passe tellement bien que Sly and Robbie rejoignent Gainsbourg pour sa tournée française. En 1981 Sly and Robbie collaborent de nouveau avec Serge Gainsbourg pour son album Mauvaises nouvelles des étoiles.
Non contents de jouer sur une pléiade d'albums de légende du reggae, ils sont aussi crédités de certaines évolutions du genre. Le beat de batterie Rockers (qui correspond schématiquement à un coup de grosse-caisse par temps avec un tempo doublé à 135-165), évolution du One Drop, est crédité selon toutes les sources à Dunbar. Toujours à la pointe de l'évolution, ils sont aussi présents lors de l'introduction des machines dans le reggae et le développement du Rub-a-Dub.
Dans les années 1980, outre les albums de plus en plus expérimentaux réalisés avec Black Uhuru, ils continuent de produire de nombreux morceaux à succès sur leur label Taxi Records : Fort Augustus (Junior Delgado), Revolution (Dennis Brown), Baltimore (The Tamlins).
En 1993, ils produisent les tubes mondiaux de Chaka Demus et Pliers Murder She Wrote (basé sur une reprise du Bam Bam des Maytals à laquelle Sly incorpore des samples de tambours indiens comme le banghra ou le tabla) et She Don't Let Nobody et imposent le nouveau son "bam bam" de Murder She Wrote qui préfigure avec le Body Workshop de Steelie et Clevie le rythme dancehall « bogle ».
En 1995, ils participent à l'avènement du nouveau son "new-roots" en collaborant avec les labels en vogue X-terminator, X-rated ou Star Trail et en 1997 et 2001 ils participent à l'enregistrement de deux albums de Pierpoljak, Kingston Karma et Je fais c'que j'veux.
Sly and Robbie sont apparus dans le documentaire de 2011 “Reggae Got Soul: The Story of Toots and the Maytals” / “Le reggae a de l’âme: l’histoire de Toots and the Maytals” qui a été diffusé sur la chaîne BBC et a été décrit comme “l’histoire jamais racontée de l’un des artistes les plus influents à avoir jamais émergé de Jamaïque”,.
Ils ne se restreignent pas à la scène jamaïcaine, mais jouent avec ou produisent des superstars du rock et de la pop comme Bob Dylan, Mick Jagger, The Rolling Stones, Grace Jones, Gilberto Gil, Joe Cocker, Serge Gainsbourg, Simply Red, Michael Franti, Sting, Khaled, Tricky, Carlos Santana, Sinead O'Connor, Ian Dury, Tiken Jah Fakoly, Takana Zion, ou encore New Order.

## Discographie
- Discographie de Robbie Shakespeare sur Roots Archive
- Discographie de Sly Dunbar sur Roots Archive
- Ressources relatives à la musique :   - AllMusic
  - Billboard
  - Discogs
  - Last.fm
  - MusicBrainz
  - Muziekweb
  - Rate Your Music
  - Songkick